# Silas Corey
Silas Corey – francuska seria komiksowa autorstwa Fabiena Nury'ego (scenariusz) i Pierre'a Alary'ego (rysunki), ukazująca się od 2013 nakładem wydawnictwa Glénat. Polskim wydawcą serii jest oficyna Taurus Media. 

## Fabuła
Silas Corey to szpiegowska opowieść utrzymana w realiach I wojny światowej we Francji. Tytułowy bohater to były dziennikarz po przejściach na froncie. Pozuje na aroganckiego dandysa, jednak za tą maską zmaga się z własnymi demonami. Przybywa do Paryża, gdzie – po upadku jego agencji detektywistycznej – zostaje wynajęty przez premiera do odnalezienia zaginionego reportera.

## Tomy
| Tom | Tytuł i rok wydania polskiego | Tytuł i rok wydania oryginalnego |
| --- | ----------------------------- | -------------------------------- |
| 1   | Siatka Aquili 1/2 (2014)      | Le Réseau Aquila 1/2 (2013)      |
| 2   | Siatka Aquili 2/2 (2014)      | Le Réseau Aquila 2/2 (2013)      |
| 3   | Testament Zarkoff 1/2 (2015)  | Le Testament Zarkoff 1/2 (2014)  |
| 4   | Testament Zarkoff 2/2 (2016)  | Le Testament Zarkoff 2/2 (2016)  |